# Pustinja kod Gospe u Borima
Pustinja kod Gospe u Borima nalazila se je u Gornjem Selu na Šolti. 
Nastala je na mjestu starog benediktinskog samostana koji se spominje u 13. stoljeću. Nije poznato kad je navedeni samostan propao, a od njega je danas očuvana možda samo apsida crkve Gospe u Borima koja je u nekoliko navrata produživana. Najkasnije od 16. st. ondje su nastanjuju poljički pustinjaci glagoljaši.
Od svih pustinja na srednjodalmatinskim otocima ova pustinja je najslabije poznata. Napuštena je vjerojatno prije 19. st.